# Омбоне
Омбоне (фр. Ambonnay) насеље је и општина у североисточној Француској у региону Шампањ-Арден, у департману Марна која припада префектури Еперне.
По подацима из 2011. године у општини је живело 925 становника, а густина насељености је износила 78,39 становника/km². Општина се простире на површини од 11,8 km². Налази се на средњој надморској висини од 99 метара.

## Демографија
| 1962. | 1968. | 1975. | 1982. | 1990. | 1999. | 2011. |
| ----- | ----- | ----- | ----- | ----- | ----- | ----- |
| 834   | 858   | 817   | 801   | 917   | 934   | 925   |

График промене броја становника у току последњих година